# Independence Hall
L’Independence Hall ou Pennsylvania State House est le bâtiment historique à Philadelphie (Pennsylvanie, États-Unis) où fut signée la Déclaration d’indépendance et fut adoptée la Constitution américaine. Il constitue le bâtiment majeur du parc national historique de l'indépendance.

## Description

### Extérieur
Independence Hall est un bâtiment construit en briques rouges entre 1732 et 1753. Son plan fut conçu dans le style georgien par l’architecte Edmund Woolley et l’avocat Andrew Hamilton. Il fut construit pour abriter l'assemblée coloniale de Pennsylvanie avant la Révolution. Il est encadré par deux autres bâtiments historiques, l'ancien hôtel de ville (Old City Hall) à l'est et la salle du Congrès (Congress Hall) à l'ouest. Ensemble, les trois édifices qui occupent un pâté de maisons de la ville forment le « square de l'indépendance » (Independence Square) avec le Philosophical Hall, où se réunissait l'American Philosophical Society,,.

### Intérieur
La Déclaration d’indépendance et la Constitution des États-Unis ont été toutes deux signées dans ce bâtiment de Philadelphie, respectivement en 1776 et 1787. Les principes universels de liberté et de démocratie énoncés dans ces documents sont fondamentaux pour l’histoire américaine et ont eu un profond impact sur les législateurs à travers le monde depuis leur adoption.
Comme son nom l’indique, ce bâtiment est celui dans lequel ont été rédigés et signés la Déclaration d’indépendance des États-Unis d’Amérique (auparavant sous domination britannique) ainsi que la Constitution. On peut visiter ce bâtiment dans lequel deux pièces ont été réaménagées avec du mobilier d’époque pour reconstituer ce moment historique où les représentants de douze des treize colonies se sont réunis pour modifier les Articles de la Confédération. Les travaux étaient présidés par George Washington ; Benjamin Franklin représentait la colonie de Pennsylvanie.
Après la signature de la constitution, Benjamin Franklin pointa la chaise présidentielle de George Washington, qui avait un soleil gravé sur le dossier. Il dit éloquemment à tous les représentants : « Je l'ai souvent… au cours de cette session… regardé… sans être capable de dire s’il se couchait ou se levait ; mais maintenant, enfin, je suis content de savoir que c'est le lever et non pas le coucher du soleil »,.
Les deux pièces réaménagées peuvent être visitées, avec visite guidée :
- la première pièce fut celle qui servit à la rédaction et aux concertations ;
- la seconde pièce, celle où les signatures ont été apposées.

Dans une autre aile du bâtiment, on peut voir quelques feuilles de l’original de la première constitution, avec quelques notes manuscrites faites à la plume dans les marges. Il règne dans cette pièce aux documents précieux une ambiance feutrée et les photos y sont interdites.
C’est dans une autre aile du bâtiment que l’on retrouve le premier Sénat des États-Unis et la première Chambre des représentants. Philadelphie étant alors la capitale des États-Unis.
Devant le bâtiment, une statue représente George Washington déclarant l’indépendance au peuple américain.
En face de ce bâtiment, dans un nouveau pavillon, on peut apercevoir la « cloche de la liberté » (Liberty Bell). Cette cloche s'est brisée le 18 juillet 1776, le jour où elle a retenti la première fois pour annoncer la première lecture publique de la déclaration d'indépendance. Elle fut cependant reforgée par John Pass et John Stow et se brisa à nouveau. Aujourd'hui dans le clocher se trouve la cloche du centenaire.

## Divers
L'Indepedance Hall est dessiné au dos des billets de 100 Dollar US à l'effigie de Benjamin Franklin. Il figure également au revers de la pièce d'un demi dollar.
C'est ici que Tomáš Masaryk, alors président du Conseil national tchécoslovaque, proclama l'indépendance de la Tchécoslovaquie.
Une longue séquence du film Benjamin Gates et le Trésor des Templiers est tournée à l'intérieur du bâtiment.

## Conservation
L’Independence Hall est classé sur la liste du patrimoine mondial de l'UNESCO depuis 1979,.

## Illustrations

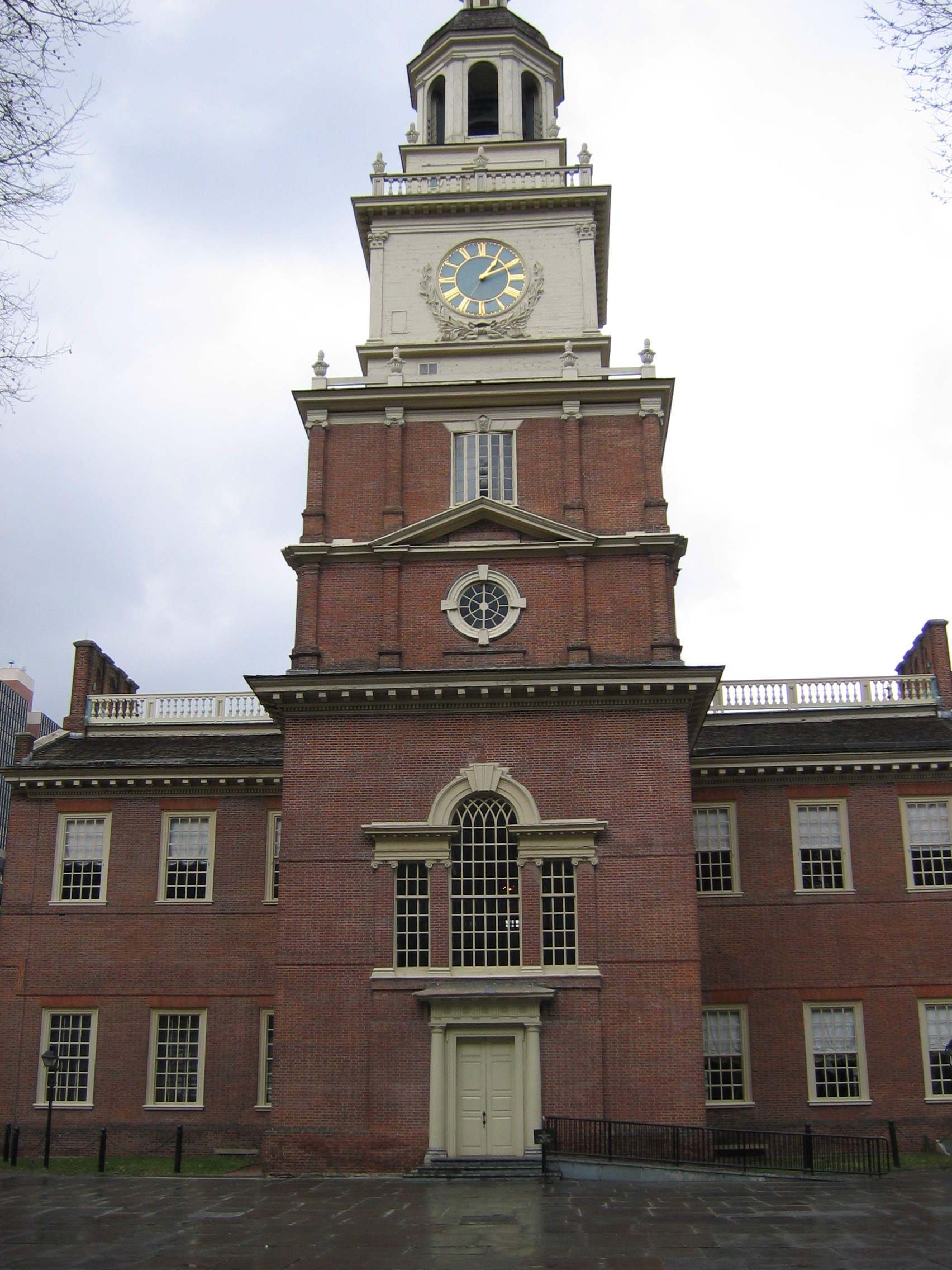
L'arrière d'Independence Hall.
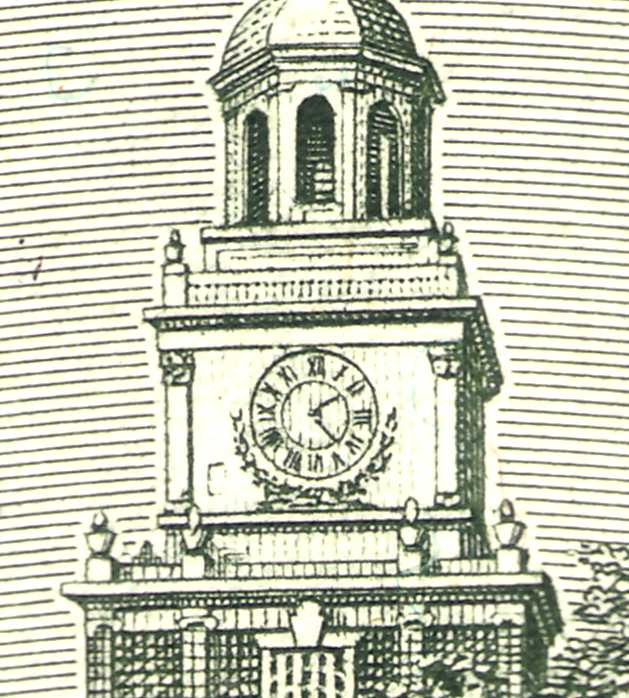
L'independence Hall sur le billet de 100$.
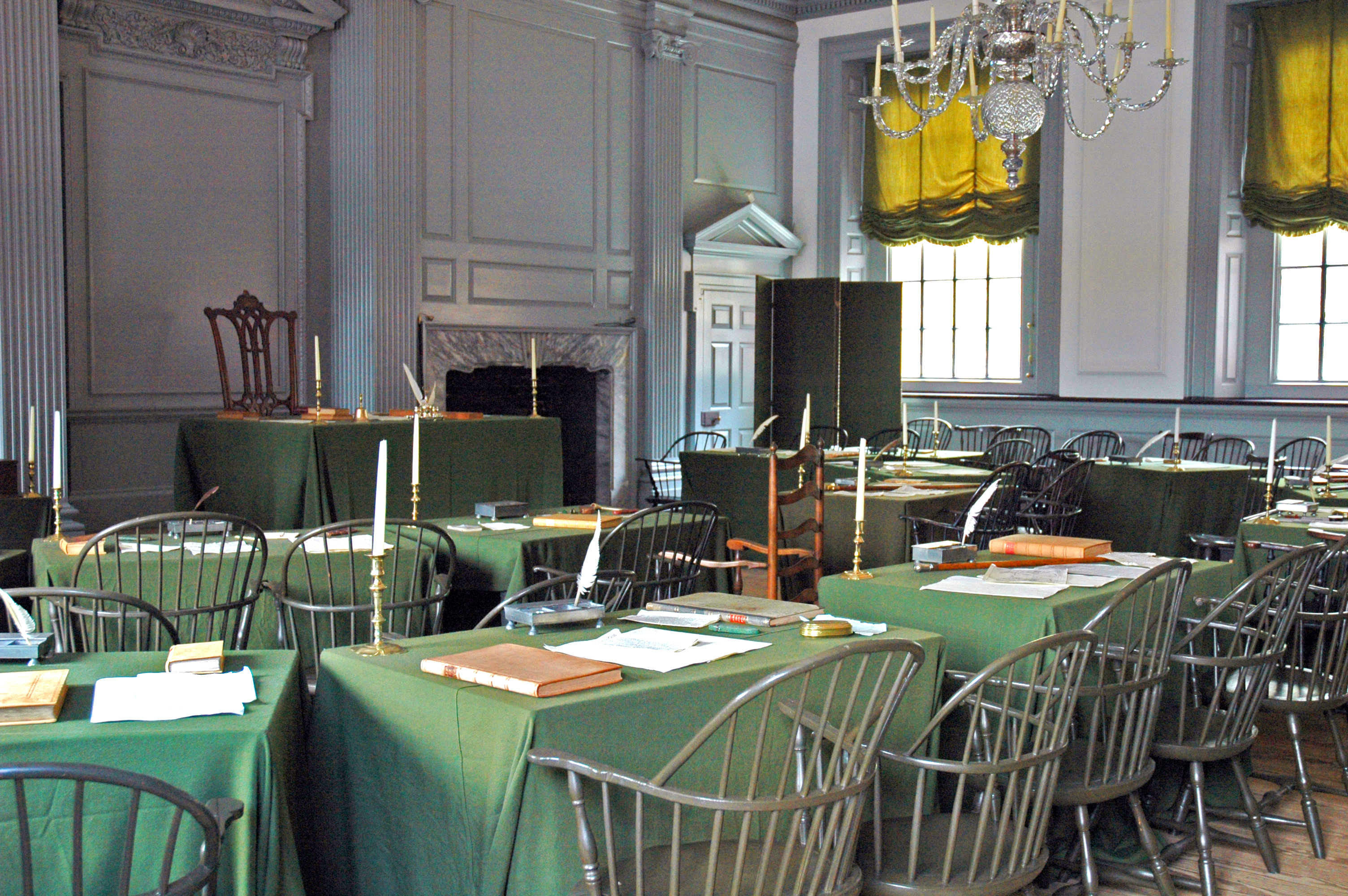
Salle où fut signée la déclaration d’indépendance.
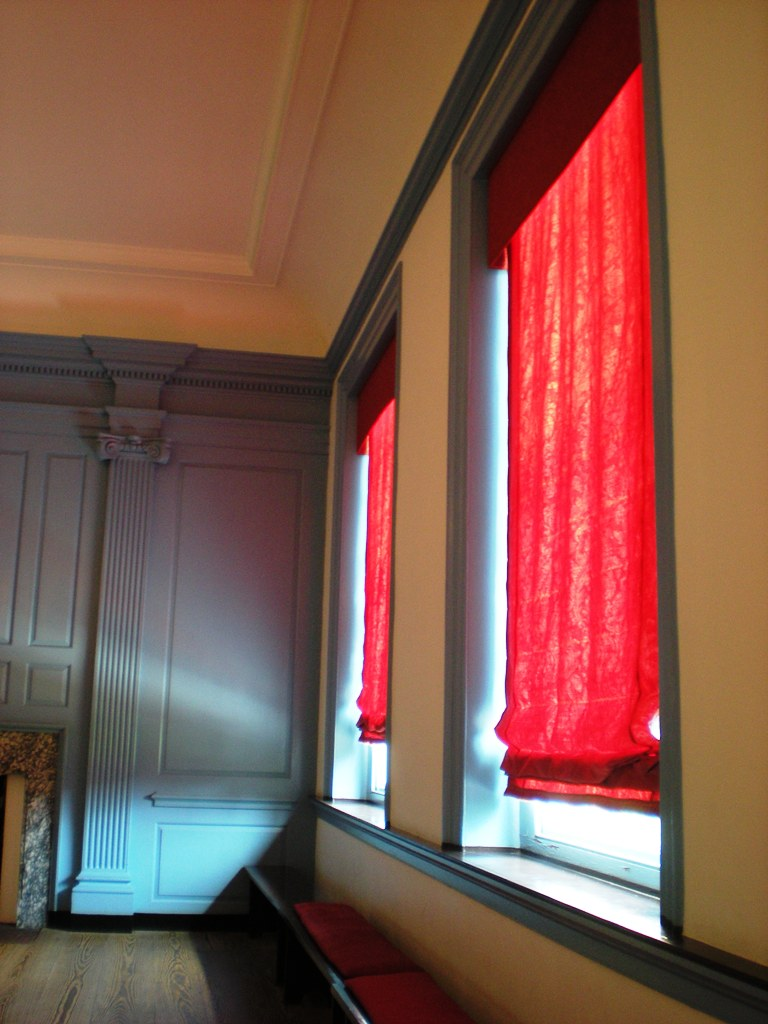

#### Essais
- (en-US) Sandra Steen & Susan Steen, Independence Hall, Dillon Press, avril 1994, 80 p. (ISBN 9780875186030, lire en ligne),
- (en-US) Charlene Mires, Independence Hall: In American Memory, University of Pennsylvania Press, 21 juin 2002, 350 p. (ISBN 9780812236651),
- (en-US) Ted Schaefer & Lola M. Schaefer, Independence Hall, Heinemann Educational Books, 14 juillet 2005, rééd. 2006, 40 p. (ISBN 9781403466730, lire en ligne),
- (en-US) Hal Marcovitz, Independence Hall, Mason Crest Publishers, 20 novembre 2003, 56 p. (ISBN 9781590840306, lire en ligne),
- (en-US) Hilarie Staton, Independence Hall, Chelsea House Publications, 1 octobre 2009, rééd. 2010, 56 p. (ISBN 9781604135213, lire en ligne),

#### Articles
- (en-US) Edmund Woolley & Robert Mills, « Early Architects of Independence Hall », Journal of the Society of Architectural Historians, Vol. 11, No. 3,‎ octobre 1952, p. 23-26 (4 pages) (lire en ligne),
- (en-US) Edward M. Riley, « The Independence Hall Group », Transactions of the American Philosophical Society, Vol. 43, No. 1,‎ 1953, p. 7-42 (36 pages) (lire en ligne),
- (en-US) Michael P. McCarthy, « Traditions in Conflict: The Philadelphia City Hall Site Controversy », Pennsylvania History: A Journal of Mid-Atlantic Studies, Vol. 57, No. 4,‎ octobre 1990, p. 301-317 (17 pages) (lire en ligne),
- (en-US) Charlene Mires, « In the Shadow of Independence Hall », The Public Historian ,Vol. 21, No. 2,‎ printemps 1999, p. 49-64 (15 pages) (lire en ligne),
- (en-US) Charlene Miers & Charlene Mires, « Slavery, Nativism, and the Forgotten History of Independence Hall », Pennsylvania History: A Journal of Mid-Atlantic Studies, Vol. 67, No. 4,‎ automne 2000, p. 481-501 (21 pages) (lire en ligne),
- (en-US) Steven Conn, « Our House? The President’s House at Independence National Historical Park », The Pennsylvania Magazine of History and Biography, Vol. 135, No. 2,‎ avril 2011, p. 191-197 (7 pages) (lire en ligne)
- (en-US) Alexander Kazam, « From Independence Hall to the Strip Mall », Environmental Law, Vol. 47, No. 2,‎ printemps 2017, p. 429-470 (42 pages) (lire en ligne ),